# George Stinney
George Junius Stinney jr. (Alcolu (Clarendon County), 21 oktober 1929 – Columbia, 16 juni 1944) was een Amerikaanse jongen, die op 14-jarige leeftijd onterecht werd geëxecuteerd op de elektrische stoel vanwege een dubbele moord op twee meisjes. Daarmee was hij de jongste persoon die in de 20e eeuw in Amerika de doodstraf kreeg.
Zijn executie, alsmede de vraag omtrent zijn schuld en het proces waarbij hij veroordeeld werd, zijn tot op heden onderwerp van discussie. Vooral vanwege het feit dat de jury die Stinney veroordeelde geheel uit blanken bestond, het feit dat het enige bewijs tegen Stinney bestond uit verklaringen van drie blanke politieagenten die beweerden dat Stinney de moorden zou hebben bekend en het feit dat Stinney's familie niet bij de rechtszaak mocht zijn. Op 17 december 2014 is, 70 jaar na zijn dood, Stinney's straf teruggedraaid door een rechter, vanwege het gebrek aan verdediging tijdens de rechtszaak en een waarschijnlijk gedwongen bekentenis, wat het enige bewijsmateriaal in de zaak was.

## Moord
Stinney werd op 23 maart 1944 gearresteerd op verdenking van de moord op twee blanke meisjes: de elfjarige Betty June Binnicker en de achtjarige Mary Emma Thames.
Beide moorden vonden plaats in Stinney's geboorteplaats Alcolu; een klein plaatsje dat door een spoorlijn werd verdeeld in een helft voor blanke inwoners en een helft voor Afro-Amerikaanse inwoners. De meisjes waren verdwenen tijdens een fietstochtje, waarbij ze onder andere bij het huis van de familie Stinney zouden zijn gestopt om te vragen of George Stinney en zijn zus wisten waar ze Passiflora incarnata konden vinden. Toen de meisjes niet meer huiswaarts keerden, werd een zoekactie op touw gezet. Een dag na hun verdwijning werden de lichamen van de meisjes gevonden in een geul gevuld met water. Beide hadden zware verwondingen aan het hoofd.

## Rechtszaak en executie
Na de arrestatie van George Stinney verloor zijn vader zijn baan. Onder bedreiging van lynchen werd het hele gezin bovendien gedwongen Alcolu te verlaten, waardoor niemand van hen de 14-jarige George bij kon staan tijdens de rechtszaak.
Direct bewijs tegen Stinney was er niet. Tijdens de rechtszaak werden enkel drie politieagenten gehoord, die elk beweerden dat Stinney de moorden toe zou hebben gegeven. Er bestaan echter geen geschreven politiedossiers waaruit blijkt dat Stinney ook daadwerkelijk een dergelijke bekentenis zou hebben afgelegd. Stinney's advocaat ging niet tegen deze getuigenissen in beroep, noch maakte hij bezwaar over het gebrek aan tastbare bewijzen.  Mogelijk omdat hij zich verkiesbaar wilde gaan stellen voor een lokale politieke functie. Al met al duurde de hele rechtszaak tegen Stinney, inclusief het samenstellen van de jury, slechts één dag. De jury kwam binnen 10 minuten tot een oordeel.
De executie van George Stinney vond plaats op 16 juni 1944 in de South Carolina State Penitentiary in Columbia. Om 7:30 kwam Stinney de executiekamer binnen met een bijbel onder zijn arm, die hij later als zitverhoging gebruikte toen hij plaats moest nemen in de elektrische stoel. Omdat hij kleiner was dan volwassen veroordeelden kostte het moeite om hem goed in de stoel vast te zetten. Ook het gezichtsmasker was hem te groot, waardoor dit na de eerste schok van 2400 volt afviel. Er waren drie stroomstoten voor nodig om Stinney te laten overlijden.
In totaal zaten er 81 dagen tussen het moment waarop de moord werd gepleegd en het moment waarop Stinney officieel dood werd verklaard.

## Nasleep
De executie van George Stinney blijft tot op heden de gemoederen bezighouden.
Op 25 oktober 2013 dienden advocaten Steve McKenzie, Ray Chandler en Matt Burgess van Coffey, Chandler & McKenzie, P.A., een verzoek in voor herziening van het proces bij de South Carolina Rule of Criminal Procedure 29(b).  Ze werden gesteund in hun verzoek door Ray Lenard Brown van Pleroma Entertainment en James E. Moon, de General Counsel van Pleroma.  George Fierson, een onderzoeker uit Alcolu die in 2005 op de zaak stuitte, pleitte sindsdien voor een postume vrijspraak van Stinney of zelfs een complete vernietiging van de oorspronkelijke gerechtelijke uitspraak.  Volgens hem zou er onder andere een getuige zijn die Stinney van een alibi kon voorzien. Bij heronderzoek naar de zaak kwamen bovendien documenten naar boven waarvan voorheen werd beweerd dat ze vermist of vernietigd waren, en waaruit Stinney's onschuld zou blijken.
Op 17 december 2014 werd het vonnis tegen Stinney vernietigd. Volgens de rechter was Stinney niet verdedigd en waren zijn rechten tijdens het proces geschonden.

## Media
In 1988 schreef David Stout de roman Carolina Skeletons op basis van de zaak. Voor de roman won hij in 1989 de Edgar Allan Poe Award voor beste roman. In de roman is Stinney's naam veranderd in Linus Bragg.
De roman werd onder dezelfde naam verfilmd door John Erman, met Kenny Blank als Stinney/Linus Bragg.